# Sci di fondo agli VIII Giochi asiatici invernali - 15km TL femminile
La gara 15km a tecnica libera femminile si è svolta il 26 febbraio 2017 al Shirahatayama Open Stadium di Sapporo in Giappone.

## Risultati
| Rank | Atleta                  | Tempo   |
| ---- | ----------------------- | ------- |
| 1    | Yuki Kobayashi          | 43:28.6 |
| 2    | Lee Chae-won            | 43:32.5 |
| 3    | Li Hongxue              | 43:33.8 |
| 4    | Kozue Takizawa          | 43:38.5 |
| 5    | Chisa Obayashi          | 43:44.1 |
| 6    | Yelena Kolomina         | 44:18.2 |
| 7    | Angelina Shuryga        | 44:40.2 |
| 8    | Chi Chunxue             | 45:17.7 |
| 9    | Tamara Ebel             | 45:37.7 |
| 10   | Ma Qinghua              | 45:45.4 |
| 11   | Karen Chanloung         | 46:17.7 |
| 12   | Darya Ryazhko           | 46:38.2 |
| 13   | Hikari Miyazaki         | 47:11.8 |
| 14   | Ju Hye-ri               | 47:17.0 |
| 15   | Han Da-som              | 48:09.6 |
| 16   | Choe Shin-ae            | 48:12.6 |
| 17   | Ariunsanaagiin Enkhtuul | 50:35.0 |
| 18   | Chinbatyn Otgontsetseg  | 51:35.8 |
| 19   | Bat-Ochiryn Delgermaa   | 53:33.1 |
| 20   | Manikala Rai            | 59:10.9 |
| —    | Li Xin                  | DNS     |
| —    | Nisha Devi              | DNS     |
| —    | Sarla Thakur            | DNS     |
| —    | Vikas Rana              | DNS     |